# Cirith Gorgor (gruppo musicale)

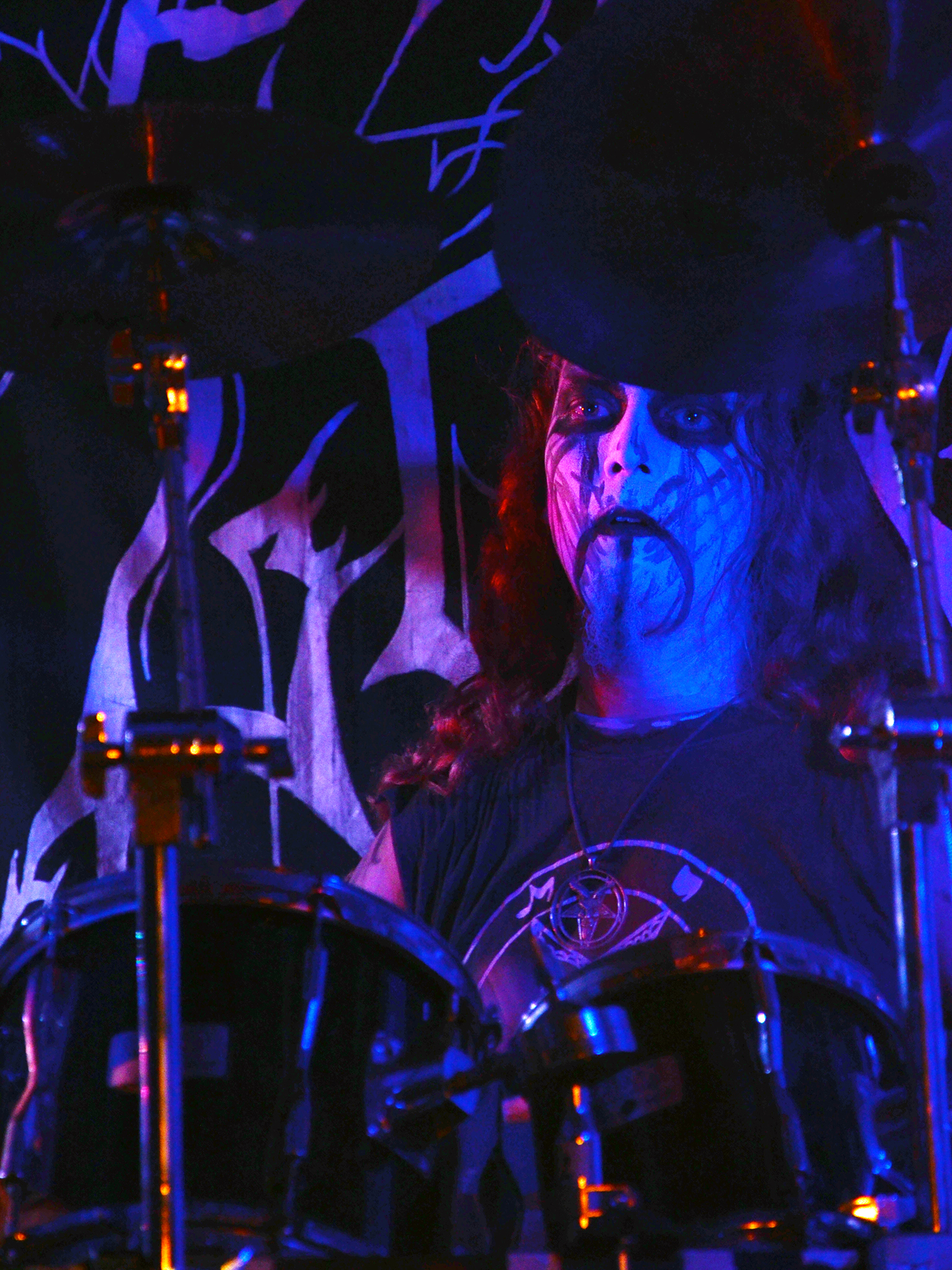
Il batterista dei Cirith Gorgor durante un concerto

I Cirith Gorgor sono una band black metal olandese formatasi a Helden nel 1993.

## Formazione

### Formazione attuale
- Nimroth - voce (1996-2006, 2009-)
- Marchosias - chitarra (1999-)
- Waldtyr - chitarra (2010-)
- Lord Mystic - basso (1994-)
- Levithmong - batteria (1993-)

### Ex componenti

#### Voce
- Gothmog (1993-1996)
- Satanael (2007-2009)

#### Chitarra
- Asmoday (1993-1999)
- Astaroth Daemonum (1993-2001)
- Inferno (2002-2008)
- Odium (2008-2009)

## Discografia

### Album in studio
- 1999 - Onwards to the Spectral Defile (Osmose Productions)
- 2001 - Unveiling the Essence (Osmose Productions)
- 2004 - Firestorm Apocalypse - Tomorrow Shall Know the Blackest Dawn (Ketzer Records)
- 2007 - Cirith Gorgor (Ketzer Records)

### EP
- 2002 - Through Woods of Darkness and Evil (Ketzer Records)

### Split
- 2006 - Cirith Gorgor / Mor Dagor

### Demo
- 1997 - Mystic Legends...
- 2002 - Demonic Incarnation